# Попов, Руслан Юрьевич
Рома́н Ю́рьевич Попо́в (укр. Роман Юрійович Попов, позывной — Док; 20 августа 1977, Очаков — 7 мая 2022, остров Змеиный) — украинский военнослужащий, полковник ГУР МО, участник российско-украинской войны. Герой Украины (18 июля 2022, посмертно).

## Биография
Родился в августе 1977 года в городе Очаков Николаевской области. Окончил военное училище в Киеве и стал разведчиком спецназначения. Служил в миссии ООН в Либерии, Западной Африке. У него была пенсия за выслугу лет, однако стала на защиту Украины в 2014 году.
24 февраля 2022 года был в Мариуполе. Он вышел из оцепления в марте, но возвращался в город с эвакуационными рейсами, чтобы вывозить раненых из «Азовстали».
7 мая 2022 года погиб во время спецоперации на юге Украины, прикрывая отступление группы. Его тело россияне отдали 14 июля как неидентифицированное. Это произошло в рамках обмена 30 телами. 15 июля Руслана Попова опознали по особым приметам.
21 июля 2022 года похоронен в городе Бровары Киевской области.

## Награды
- Звание «Герой Украины» с удостоением ордена «Золотая Звезда» (18 июля 2022, посмертно) — за личное мужество и героизм, проявленные в защите государственного суверенитета и территориальной целостности Украины, верность военной присяге[1].
- Медаль «Защитнику Отчизны».
- Знак отличия Президента Украины «За участие в антитеррористической операции».